# Satz von Hessenberg (Mengenlehre)
Der Satz von Hessenberg, benannt nach dem deutschen Mathematiker Gerhard Hessenberg, ist ein mathematischer Satz aus dem Bereich der Mengenlehre, genauer der Theorie der Kardinalzahlen. Er sagt im Wesentlichen aus, dass eine unendliche Kardinalzahl in der sogenannten Kardinalzahlarithmetik gleich ihrem Quadrat ist.

## Formulierung des Satzes
- Für jede Ordinalzahl {\displaystyle \alpha } ist {\displaystyle \aleph _{\alpha }} gleichmächtig zum kartesischen Produkt {\displaystyle \aleph _{\alpha }\times \aleph _{\alpha }} [1].

Dabei steht {\displaystyle \aleph _{\alpha }} für die {\displaystyle \alpha }-te unendliche Kardinalzahl, siehe Aleph-Funktion. Dieser Satz gilt in ZF, das heißt in der Zermelo-Fraenkelschen Mengenlehre ohne Auswahlaxiom.

## Folgerungen
Setzt man nun zusätzlich zu ZF noch das Auswahlaxiom voraus, das heißt arbeitet man in ZFC, was in diesem Abschnitt getan wird, so kann man weitere Folgerungen ziehen:
- Jede unendliche Menge {\displaystyle X} ist gleichmächtig zum kartesischen Produkt {\displaystyle X\times X}, denn mit dem Auswahlaxiom ist jede Menge gleichmächtig zu einem {\displaystyle \aleph _{\alpha }}. Für endliche Mengen ist dieser Satz bekanntermaßen falsch.
- Ist {\displaystyle \kappa } eine unendliche Kardinalzahl und {\displaystyle n\in \mathbb {N} \setminus \{0\}} eine natürliche Zahl, so ist {\displaystyle \kappa ^{n}=\kappa }. Nach dem Auswahlaxiom ist jede unendliche Kardinalzahl ein {\displaystyle \aleph _{\alpha }} und nach dem Satz von Hessenberg folgt {\displaystyle \kappa ^{2}=\kappa }, der Rest folgt dann mit Induktion.
- Sind {\displaystyle \kappa } und {\displaystyle \lambda } unendliche Kardinalzahlen, so gilt {\displaystyle \kappa +\lambda =\kappa \cdot \lambda =\max\{\kappa ,\lambda \}}. Das folgt sofort aus den offensichtlichen Ungleichungen

{\displaystyle \max\{\kappa ,\lambda \}\leq \kappa +\lambda \leq \kappa \cdot \lambda \leq \max\{\kappa ,\lambda \}\cdot \max\{\kappa ,\lambda \}=\max\{\kappa ,\lambda \}},
wobei die Gleichung wieder der Satz von Hessenberg ist. Damit sind die Addition und die Multiplikation, wie sie in der Kardinalzahlarithmetik definiert werden, für unendliche Kardinalzahlen gleich und trivial.